# کیدریاچوو
کیدریاچوو (انگلیسی: Kidryachevo) یک شهرک در شهرستان داولکانوفسکی در استان باشقیرستان کشور روسیه است.